# Mundial de Futevôlei 4 por 4
O Mundial de Futevôlei 4x4 é o maior torneio de futevôlei, a nível mundial, na categoria 4x4.
A partir da edição de 2013, o torneio passou a ser chamado de Mundialito de Futevôlei 4x4 SulAmérica.

## Edições
| Edição                       | Ano  | Sede/Local                                          | Vencedor                                                       |
| ---------------------------- | ---- | --------------------------------------------------- | -------------------------------------------------------------- |
| I Mundial de Futevôlei 4x4   | 2011 | Praia de Ipanema, no Rio de Janeiro                 | Paraguai                                                       |
| II Mundial de Futevôlei 4x4  | 2012 | Praia de Copacabana, em frente ao Copacabana Palace | BRASIL-II ("Renato Gaúcho, Leandro, Marcellinho, Guga e Café") |
| III Mundial de Futevôlei 4x4 | 2013 | Praia de Copacabana, em frente ao Copacabana Palace | BRASIL-II ("Renato Gaúcho, Leandro, Fábio, Tatá e Pião")       |

## Regras
Para tornar a modalidade mais atrativa, o futevôlei 4x4 tem algumas regras diferentes do esporte disputado em duplas. O formato do campeonato foi desenvolvido pensando no entretenimento, com foco no público e nas transmissões da televisão. A rede tem 2m de altura, para permitir mais jogadas de efeito, como a cortada e o bloqueio com os pés. O ponto marcado com uma jogada de bicicleta tem valor duplicado. Assim, as regras do torneio são:
- Na fase classificatória, as partidas são disputadas em 25 pontos. As semifinais e a final, são jogadas em melhor de três sets.[7] Como no voleibol, os 2 primeiros são de 25 pontos cada. O terceiro e decisivo set (tie-break), é disputado numa melhor de 15 pontos. Nos 3 sets a partida termina no último ponto, não tendo a necessidade de abrir dois pontos de vantagem (não há o 26º ponto ou o 16º ponto).[8]
- Troca de lado a cada 5 pontos e em sentido horário[7]
- Rede: altura de 2 metros com antenas laterais. Quadra: 18×9 metros[7]
- Cada equipe tem direito a tocar na bola no máximo três vezes, sendo um toque por jogador[7]
- Pode-se passar a bola de primeira para a quadra adversária[7]
- Pode-se usar todas as partes do corpo, exceto braços e mãos. Entende-se como mão todo o braço a partir do ombro[7]
- Bicicleta: vale dois pontos se a bola não retornar a quadra executante imediatamente após essa disputa. É considerado bicicleta quando o atleta tira os dois pés do chão e fica com as costas paralelas ao chão. Não confundir com “patadas” ou “voleios”. Se o jogo estiver 24×24 e uma equipe acertar uma bicicleta, a partida acaba em 25×24. Não há o 26º ponto[7]
- Saque: respeitar a ordem de saque; utilizar qualquer parte da linha de fundo (9m); o local de saque não pode ultrapassar 1 metro da linha de fundo; não pode sacar sobre a linha; vale tocar a rede (queimar); 5 segundos para sacar após o apito do árbitro. Em caso de falta em qualquer desses itens, reversão e ponto para o adversário[7]
- Invasão: não há invasão por cima da rede desde que o adversário não seja tocado; por baixo ou pelo lado vale, desde que não atrapalhe o adversário. Se invadir, tocar ou atrapalhar, ponto para o adversário[7]
- Substituições: a qualquer tempo com bola parada, sem interrupções do jogo; o mesário deve ser informado para respeitar a ordem de saque[7]
- Pedidos de tempo: 1 por jogo para cada equipe e 2 por set na final. Cada um com 1 minuto de duração[7]